# Blepharis involucrata
Blepharis involucrata là một loài thực vật có hoa trong họ Ô rô. Loài này được Solms ex Schweinf. mô tả khoa học đầu tiên năm 1867.